# Longitarsus nebulosus
Longitarsus nebulosus es una especie de insecto coleóptero de la familia Chrysomelidae. Fue descrita científicamente en 1866 por Allard.